# 地球最後の日 (ドクター・フーのエピソード)
「地球最後の日」（ちきゅうさいごのひ、原題: The End of the World）は、イギリスのSFテレビドラマ『ドクター・フー』シリーズ1第2話。脚本はラッセル・T・デイヴィス、監督はユーロス・リンが担当し、イギリスではBBC Oneで2005年4月2日に放送された。日本では2006年9月26日にNHK BS2で初放送された。
撮影ロケは主にカーディフで2004年10月に行われ、追加シーンは2004年11月と2005年2月にカーディフとペナースで撮影された。スタジオでの撮影は2004年9月から11月にかけてニューポートのユニットQ2で行われた。
本エピソードではカサンドラとフェイス・オブ・ボーが初登場を果たした。イギリスでの視聴者は約797万人を記録した。

## あらすじ
異星人のタイムトラベラーである9代目ドクターが新コンパニオンのローズ・タイラーを50億年後の未来へ連れて行き、赤色巨星と化した太陽が地球を崩壊させる様子を見物するために無数の異星人が集う宇宙ステーションのプラットホーム1を訪れる。しかし、人類のゲストであるレディ・カサンドラはプラットホーム1に破壊工作を仕掛けて賠償金をせしめようと画策する。

## 制作

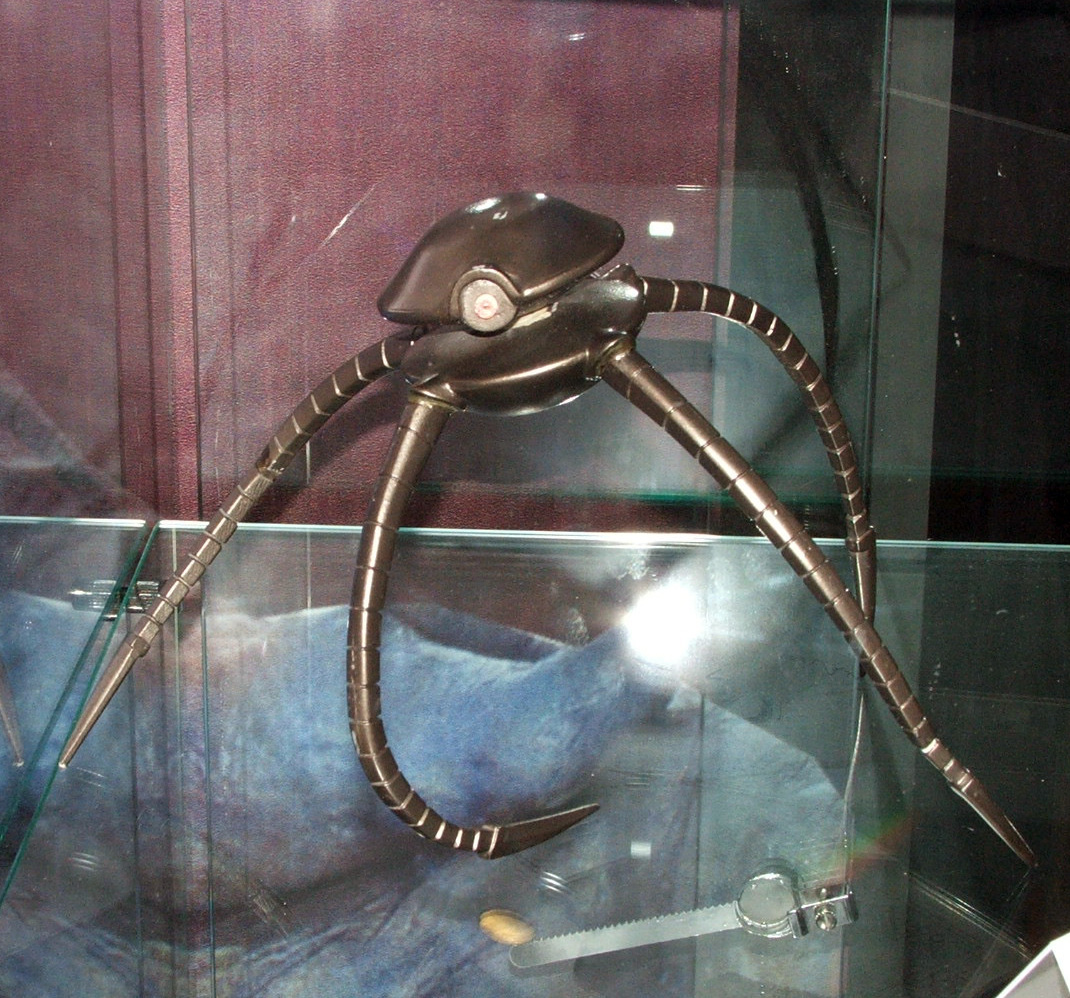
クモ型ロボット

「地球最後の日」は新シリーズの『ドクター・フー』がどこまでできるか威信を示すために、制作費をかけて壮大な映像を作り上げたと考えられている。プラットホーム1は宇宙で最も豪華・裕福で影響力を持つ異星人のためのホテルのイメージで設計された。エグゼクティブ・プロデューサーのラッセル・T・デイヴィスは、カサンドラのキャラクターは女性セレブの受ける美顔術にインスパイアを受けたと語った。本エピソードには、終盤でドクターが自らの種族の最後を明かす役割があった。
「地球最後の日」は次話「にぎやかな死体」とともに第2制作ブロックの一部としてスケジュールが組まれた。ジャッキー・タイラー役のカミーユ・コデュリのシーンは第1制作ブロックの間にあらかじめ撮影されており、これは彼女が出演した映画 The Business のスケジュールとの兼ね合いによる。このシーンは2004年9月7日にニューポートのユニットQ2で撮影された。
主な撮影は9月22日からユニットQ2にて、スタジオ内で開始された。プラットホーム1の内装の多くは10月6日から14日にかけてカーディフの Temple of Peace で撮影された。
10月20日の「にぎやかな死体」の収録の間、ペナースの Headlands School で複数のピックアップショットが撮られた。Q2での制作ブロックでの主な撮影は10月22日に終了した。
撮影の利便性を計り、現代の地球でのドクターとローズのシーンは11月9日に第3制作ブロックで撮影された。チャーチル・ウェイのヘルモント・ハウスとクイーン・ストリートで撮影が行われた。ダクトなどの追加ショットは11月26日にQ2で撮影された。
カサンドラの動作が複雑であったため、彼女に関するシーンが削られて「地球最後の日」は放送枠よりも時間が短くなった。穴埋めのためにデイヴィスは配管作業員のラッファロを思いつき、ラッファロとローズのシーンは2005年2月19日に撮影された。デイヴィスは二度とあのような金のかかるエピソードはないだろうとジョークを飛ばした。これは「地球最後の日」に膨大なCGIが用いられたためであり、カサンドタとクモ型ロボットはともに全てCGIで制作されていた。203もの視覚効果は完成に8週間がかかり、映画『グラディエーター』の約100倍の視覚効果と比較された。2011年の「ドクター最後の日」の時点では、『ドクター・フー』のエピソードに特殊効果はそれほど多くは使われていなかった。
バルフーンの長老モックスは元々はアニマトロニクスの予定であったが、これはグローブパペットへ変更され、さらに分厚いゴムのフルスーツとなった。俳優ジミー・ビーは同様の役を演じていたが、モックスの衣装を着るのに苦労したと述べた。ジェイブは元々樹皮に似せた顔のデザインであったが、ヨーロッパシラカンバのデザインにすることが決定された。
劇中でiPodと呼ばれたジュークボックスが流した曲はソフト・セルの "Tainted Love" とブリトニー・スピアーズの「トキシック」である。トキシックは実際にはレコードとしてリリースされておらず、制作チームは本エピソードのために実物大模型を製作した。

### キャスト
カサンドラはCGIで製作され、声は女優のゾーイ・ワナメイカーが担当した。ワナメイカーはカサンドラ役でシリーズ2第1話「新地球」で再登場した。

## 放送
「地球最後の日」はコールドオープンで始まり、これはこれ以降の『ドクター・フー』の標準となった。本作がコールドオープンを採用した初めてのエピソードであり、それ以前には Castrovalva (1982) や20周年記念スペシャル The Five Doctors (1983)、25周年記念 Remembrance of the Daleks (1988) でテーザーが流れる程度であった。2006年3月のラッセル・T・デイヴィスのインタビューによると、彼は本エピソードを前話「マネキンウォーズ」の直後に放送するようにBBCへ要請したが、放送に調整が間に合わなかった。アメリカではSyfyが2話連続で2006年3月17日に放送され、161万人の視聴者を記録した。
日本では2006年9月26日にNHK BS2で初放送された。地上波では2007年8月28日にNHK教育で放送された。2011年3月19日には LaLa TV で放送された。
「地球最後の日」はイギリスで730万人の視聴者数を記録し、これは「マネキンウォーズ」から260万人減少したことになる。最終値は797万人であった。

## 評価
雑誌『Now Playing』のアーノルド・T・ブランバーグは「地球最後の日」の評価をA-とし、壮大さとエクルストンやパイパーの演技とそのキャラクターを称賛した。しかし、クライマックスのペースには問題があると感じた。『SFX』は「放送するのが早い思い切ったエピソードだが、上手くいっている」として、異星人の概念がクラシックシリーズを想起させる点を高評価した。ただし、「出来事のドラマ全てに完全に魅了はされなかった」と述べ、カサンドラを見殺しにしたことについて批判しつつ、「素晴らしいシーンの枠組みを提供した」とコメントした。
新シリーズの紹介 Who Is the Doctor では、グレアム・バークが「地球最後の日」を絶賛し、ドクターとローズの間にある感情の繋がりを特に称えた。バークはカサンドラの啓示をさらに強く描写しても良いと感じたが、物語の成功の多くはカサンドラによるものであるとコメントした。バークの共著者であるロバート・スミスは、医師に幅広い感情を付与することでエクルストンが輝けると付け加えた。ただし、彼らは巨大な扇風機の廊下については「ばかげている」と批判している。
2013年には『ラジオ・タイムズ』のパトリック・マルケーンが、大胆さ・キャンプ・感情・キャラクタードラマといった、デイヴィスの『ドクター・フー』に期待される全ての要素が「地球最後の日」に詰まっていると述べた。『The A.V. Club』の批評家であるアラスター・ウィルキンスは「地球最後の日」にB+の評価をつけ、エピソードはプロットに関与しないものの、登場人物の重要性と『ドクター・フー』の再導入に成功したと評価した。